# Orenstein & Koppel
Orenstein & Koppel ali samo O&K je bilo nemško podjetje, ki je proizvajalo lokomotive, vagone, gradbene stroje in tekoče stopnice. Podjetje sta ustanovila Benno Orenstein in Arthur Koppel  v Berlinu 1. aprila 1876. Oddelek gradbenih strojev so leta 1999 prodali skupini New Holland Construction. 